# Hyophila apiculata
Hyophila apiculata là một loài rêu trong họ Pottiaceae. Loài này được M. Fleisch. mô tả khoa học đầu tiên năm 1904.